# Национальный автомобильный музей (Бьюли)
Национальный автомобильный музей (англ. National Motor Museum, ранее Автомобильный музей Монтегю, Montagu Motor Museum), расположен на территории средневековой баронской усадьбы Бьюли (фр. «Прекрасное место») в английском графстве Хэмпшир, примерно в двух часах езды на автомобиле от Лондона, на юго-востоке национального парка Нью-Форест.

## История
Музей был основан в 1952 году Эдвардом Дуглас-Скотт-Монтегю — 3-м бароном Монтегю из Бьюли — в качестве дани своему отцу, который был пионером автомобилизма в Великобритании и первым человеком, въехавшим во двор здания британского парламента на автомобиле.
Изначально музей состоял всего из пяти автомобилей и небольшой коллекции автомобильных моделей, выставленных в переднем зале усадебного дома лордов Монтегю (Palace House). Но по мере роста популярности коллекции, количество экспонатов увеличилось и их пришлось перенести из внутренних помещений в деревянные сараи на приусадебной территории. Известность музея продолжала быстро расти, и к 1959 году количество посетителей достигло 296 909 человек. К 1964 году годовая посещаемость превысила полмиллиона, что привело к принятию решения о строительстве специального выставочного павильона на территории усадьбы Бьюли. Для управления проектом была создана комиссия под председательством художника-эрудита сэра Хью Кассона (Sir Hugh Casson), а архитектор Леонард Манассия (Leonard Manasseh) получил контракт на проектирование нового здания. К 1972 году в коллекции насчитывалось 300 экспонатов. 4 июля 1972 года в торжественной обстановке герцог Кентский открыл новое здание музея, которое расположилось в парковой зоне недалеко от главного здания усадьбы.
Открытие музея совпало с запуском новой модели «Ягуара» (Jaguar XJ12), что создало благоприятный повод для празднования недели автомобильной промышленности в Великобритании. Название музея поменялось на «Национальный автомобильный музей» (National Motor Museum), отражая изменение статуса частной коллекции, которая была преобразована в благотворительный фонд. В настоящее время музей управляется зарегистрированной благотворительной организацией National Motor Museum Trust Ltd.
Особенностью нового здания в 1972 году стала монорельсовая железная дорога, которая функционировала внутри музея.

## Автомобильный парк-музей Болье
В дополнение к коллекции из 250 автомобилей, произведенных с конца XIX века, в музее находятся книги, журналы, фотографии, фильмы автомобильной тематики со всего мира. В 2012 году была открыта выставка автомобилей Джеймса Бонда. Также в музее есть площадка On Screen Cars автомобилей, мелькавших в знаменитых фильмах и телепередачах. Ещё одна часть выставки World of Top Gear посвещяна моделям, созданным ведущими популярной телепередачи «Top Gear» Джереми Кларксоном, Ричардом Хаммондом и Джеймсом Мэем. В музее можно найти одну из самых полных коллекций «Духа Экстаза» (известную также как «Летящая леди» и «Элли в ночнушке») — символического изображения богини Ники, которое размещают на радиаторных решетках автомобилей Rolls-Royce. Также в числе достопримечательностей: монорельсовая дорога, поездка на раритетном автобусе, детская площадка, ресторан, значительная часть усадьбы и частично разрушенное аббатство Бьюли.